# Wetzlar
 (juillet 2017).
Le contenu est difficilement compréhensible vu les erreurs de traduction, qui sont peut-être dues à l'utilisation d'un logiciel de traduction automatique.
Wetzlar est une ville d'Allemagne située dans le Land de Hesse. Elle est traversée  par la Lahn. Elle compte environ 52 000 habitants, et est connue pour être l’un des lieux de résidence de Goethe ainsi que le siège historique de Leica.

## Géographie

### Géographie physique
La ville de Wetzlar est située à mi-chemin entre Francfort-sur-le-Main et Cassel. La ville universitaire de Giessen se situe à environ 15 km à l'est de Wetzlar. Le centre-ville de Wetzlar s’étend sur 8 km du nord au sud et sur 7 km d’est en ouest. Wetzlar est traversée par la Lahn.
Le 31 décembre 2021, 52 969 habitants vivaient à Wetzlar.

### Géographie municipale

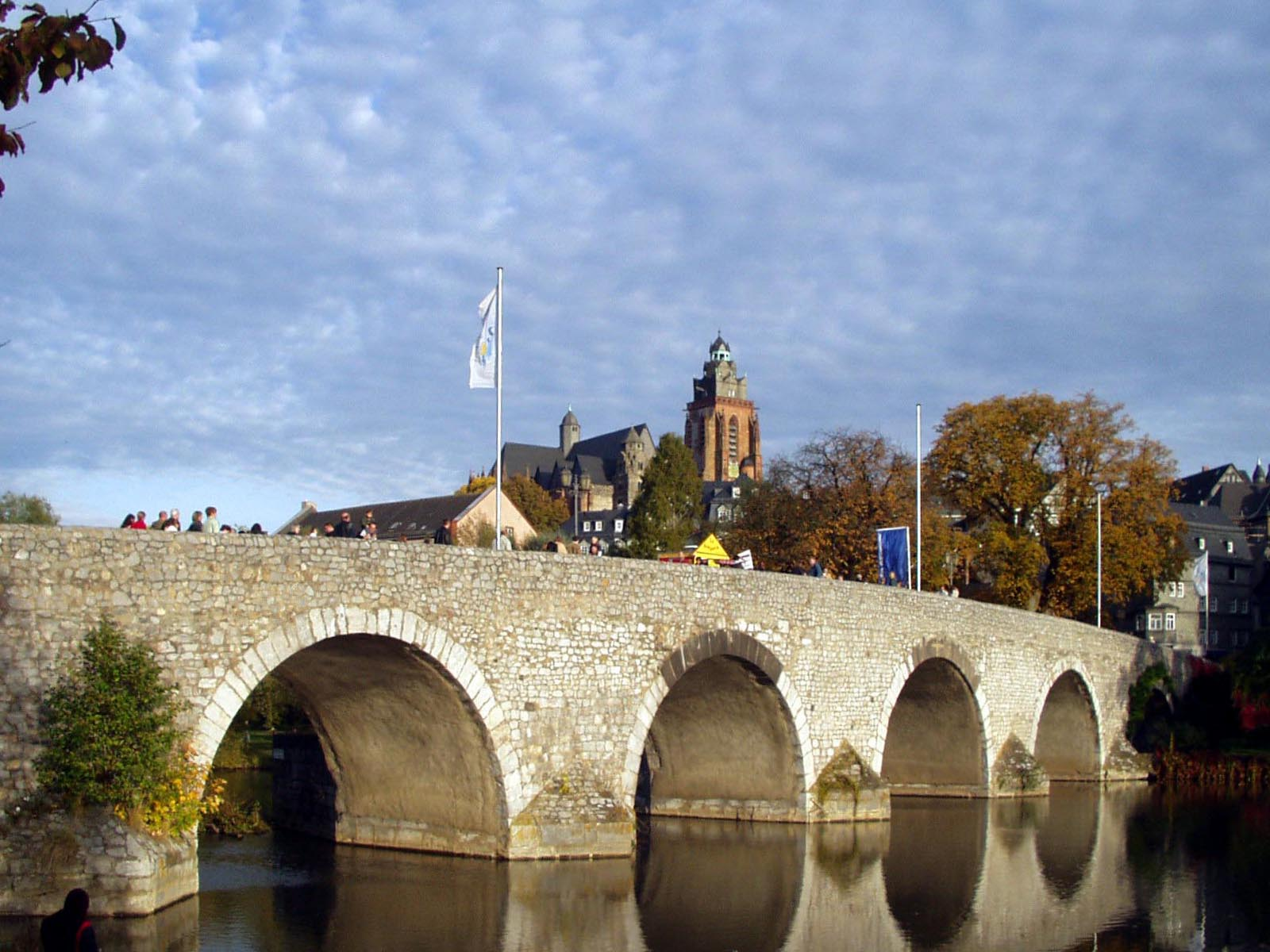
Pont Vieux de la Lahn.

La ville de Wetzlar est divisée en huit quartiers (Ortsteil) et douze circonscriptions (Stadtbezirk) :
| Quartiers | Secteurs de ville |
| --- | --- |
| 1. Blasbach 2. Dutenhofen 3. Garbenheim 4. Hermannstein 5. Münchholzhausen 6. Nauborn 7. Naunheim 8. Steindorf | 1. Altstadt 2. Neustadt 3. Hauserberg 4. Büblingshausen 5. Sturzkopf 6. Stoppelberger Hohl 7. Nauborner Straße 8. Silhöfer Aue 9. Altenberger Straße 10. Dalheim 11. Dillfeld 12. Niedergirmes |

### Villes voisines

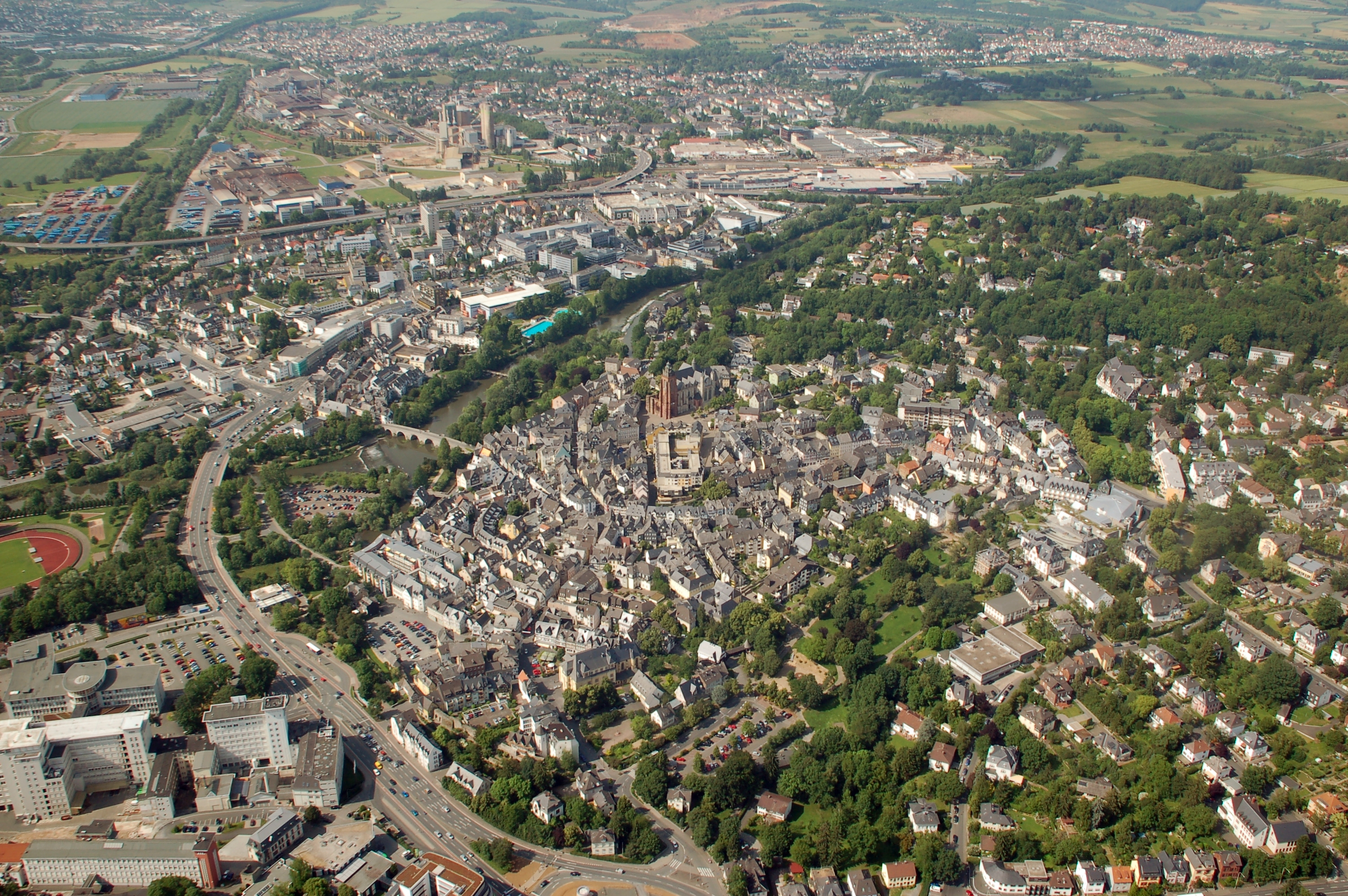
Vue aérienne de Wetzlar

- Giessen 15 km
- Marbourg 48 km
- Francfort-sur-le-Main 68 km
- Siegen 70 km
- Wiesbaden 95 km
- Darmstadt 96 km
- Cologne 155 km
- Cassel 160 km

## Histoire
(juillet 2017).
Le contenu est difficilement compréhensible vu les erreurs de traduction, qui sont peut-être dues à l'utilisation d'un logiciel de traduction automatique.
| Appartenances historiques Saint-Empire (Ville libre) 1180–1803 Comté de Wetzlar 1803–1810 Grand-duché de Francfort 1810–1813 Royaume de Prusse (Grand-duché du Bas-Rhin) 1815–1822 Royaume de Prusse (Province de Rhénanie) 1822–1918 Empire allemand 1871-1918 République de Weimar 1918–1933 Reich allemand 1933–1945 Allemagne occupée 1945–1949 Allemagne de l'Ouest 1949–1990 Allemagne 1990–présent |

### Protohistoire
La date de fondation de la ville n'a pu être établie. Il y eut des sites de la Civilisation rubanée aux marges occidentales de ville, du Ve siècle av. J.-C. environ, et des sites romains aux marges occidentales et orientales de ville, jusqu'au Ve siècle environ, et qui auraient subsisté pendant 1 400 années.[pas clair] Un ancien réseau routier romain existe également. Le nom « Wetzlar » daterait du IIIe au VIIIe siècle. Le suffixe lar suggère que la ville existait déjà au IIIe siècle. La fin peut être celtique ou franque (dans le dernier cas, elle se rapporterait très probablement aux défenses en bois autour de la ville). Conrad Gebhard, comte dans le Wetterau, et en date du 904 Duché de Lorraine, fit consacrer une église du Sauveur dans 897, qui remplaça les premières structures. Au Xe siècle vint la fondation du Marienstift (monastère).

### Ville libre d'Empire

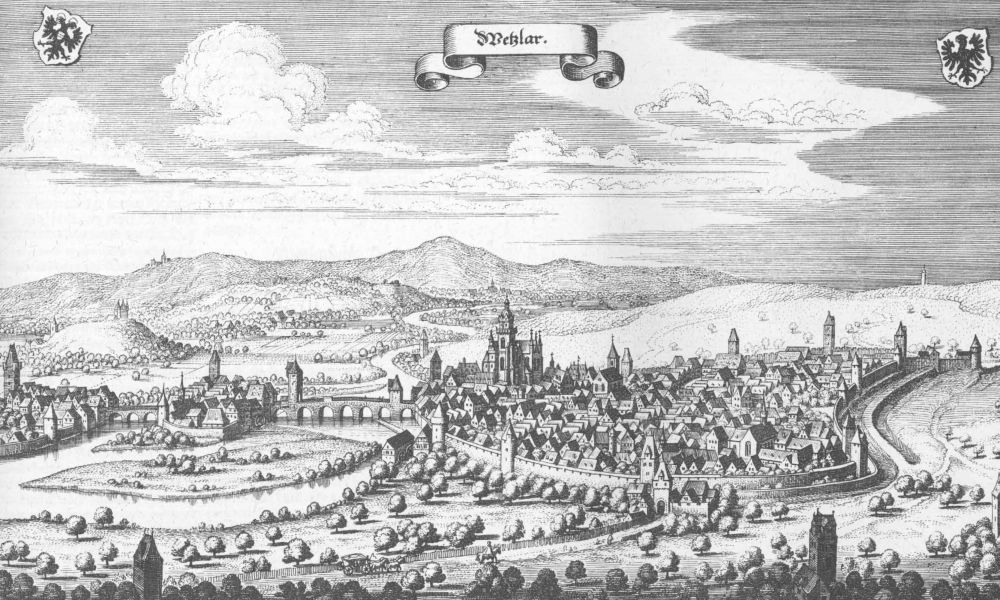
Représentation de Wetzlar au XVIIe siècle (1655)

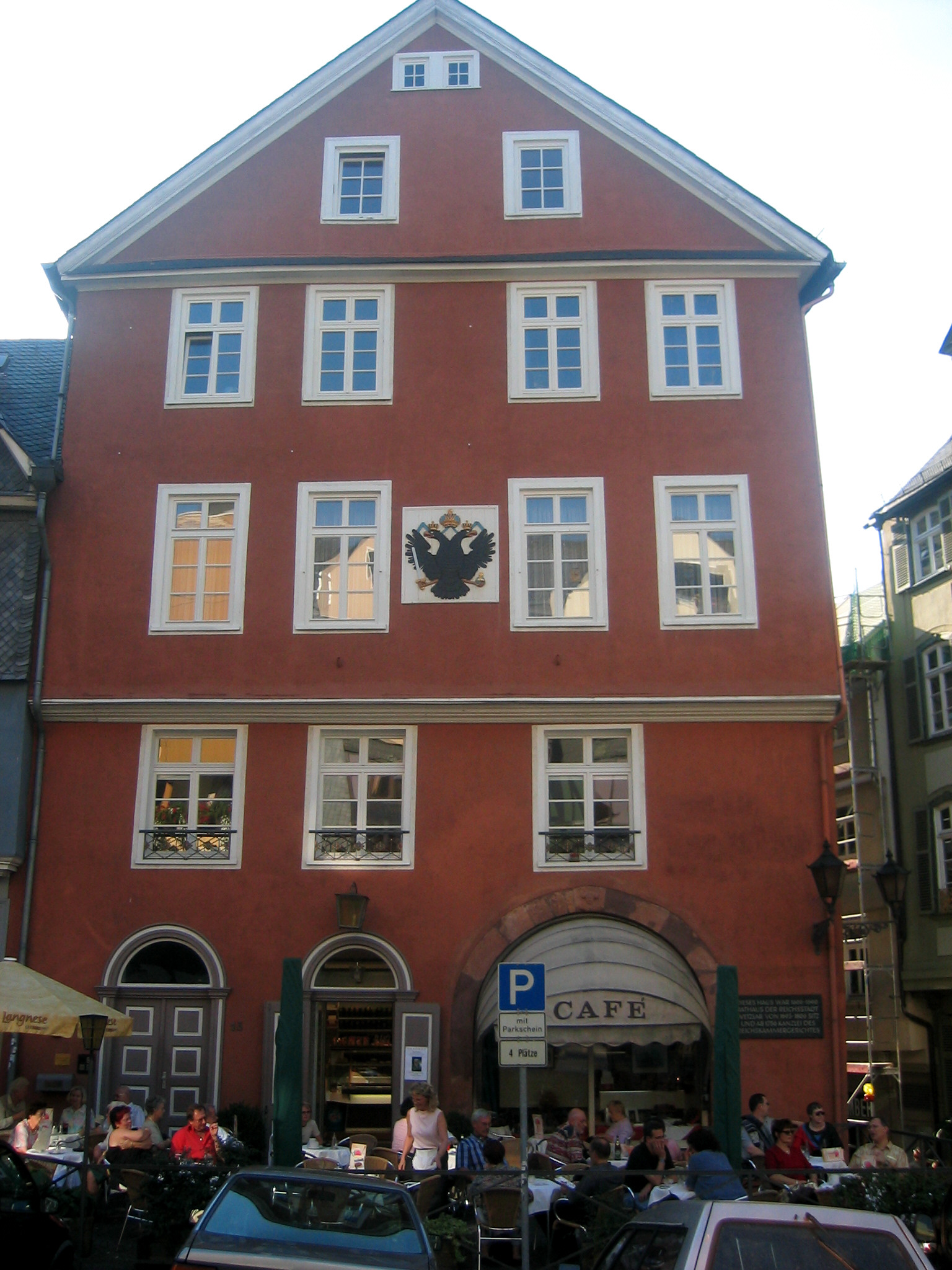
Chambre Impériale de Wetzlar

À une date inconnue, Wetzlar obtint des privilèges commerciaux, notamment les droits de péage. Une communauté marchande s'établit rapidement. C'est certainement la présence du monastère qui amena la rencontre des fidèles, des commerçants et des artisans, surtout lors des fêtes religieuses. L'empereur Frédéric Barberousse de Hohenstaufen installe un Reichsvogtei (un représentant impérial, similaire au bailli ou au sénéchal en France), et en 1180 les habitants de Wetzlar obtiennent les mêmes privilèges que Francfort. Wetzlar devient une Ville libre d’Empire et conserve cette distinction jusqu'en 1803. Pour protéger la ville, et marquer le rattachement direct du Wetterau comme province impériale, il agrandit le château impérial (Reichsburg) sur les hauteurs de Wetzlar. Ce château existait probablement déjà sous une forme réduite. L'origine du nom « Kalsmunt » n'est pas tout à fait claire. L'explication suivante ne peut pas être écartée : Kals- = Karls et munt = vassal, c'est-à-dire, vassal de la cour franque. Le château daterait alors du temps Charlemagne (748-814). La monnaie impériale était frappée à Kalsmunt, et la route commerciale traversait le Lahn à Wetzlar. Avec la production de fer – dont le marché du fer témoigne encore –, les tissages de laines et les tanneries, cela contribua certainement à l’expansion de la ville. En 1285 « le faux empereur » Dietrich Holzschuh – aussi appelé Tile Kolup, il prétendait être l’empereur Frédéric II, déjà décédé en Italie en 1250 – vint à Wetzlar. A l’arrivée de Rodolphe I (le roi des Romains) les autorités de Wetzlar s’emparent de Kolup et le lui remettent. Kolup est condamné comme magicien, hérétique et blasphémateur ; il est exécuté le lendemain sur le bûcher à Wetzlar. Jusqu'en 1250, la ville était complètement fortifiée – les restes des fortifications sont encore visibles aujourd’hui. Au milieu du XIVe siècle, la population de la ville était d'environ 6 000 âmes, ce qui en faisait une « ville » pour l'époque, et marqua l'apogée de son développement médiéval.
Le long conflit avec les comtes de Salms – qui tentaient d’annexer Wetzlar à leurs domaines – menaçait l’importante route commerciale. Le soutien de l’empereur à la ville n’avait que peu de poids. La ville s’endette et est mise sous tutelle en 1387. Néanmoins elle rejoint la ligue des villes de Souabe. La ville décline, et vers la fin de la guerre de Trente Ans elle ne compte plus que 1 500 habitants. La chance sourit à Wetzlar en 1689 quand la Reichskammergericht (Chambre impériale, la juridiction la plus élevée du Saint-Empire) est déplacée de Spire à Wetzlar après la dévastation de Spire par les Français dans la guerre de succession du Palatinat. A côté de Vienne (résidence de l'empereur) et Ratisbonne (siège de la Diète d’Empire) Wetzlar gagne ainsi une fonction centrale dans le Saint-Empire romain germanique et malgré sa taille minuscule, c’est une des capitales de l’Empire. A l’été 1772, Johann Wolfgang von Goethe était stagiaire à la Reichskammergericht. Son roman Les Souffrances du jeune Werther est inspiré par de vrais événements vécus par Goethe à Wetzlar. En 1803 Wetzlar perd son statut de ville libre et passe sous le contrôle de Charles-Théodore de Dalberg (archevêque-électeur de Mayence et archichancelier du Saint-Empire romain germanique), un allié de Napoléon Bonaparte. Avec la dissolution de l'empire en 1806, la grande cour est également supprimée et Dalberg la remplace par une école de droit, qui perpétue le rôle de formation des juristes constitutionnels. Après le congrès de Vienne, Wetzlar devient prussienne en 1815, et en 1822 c'est le chef-lieu du nouveau district de Wetzlar, lui-même incorporé comme exclave à la Rhénanie prussienne.

### Wetzlar devient une ville industrielle

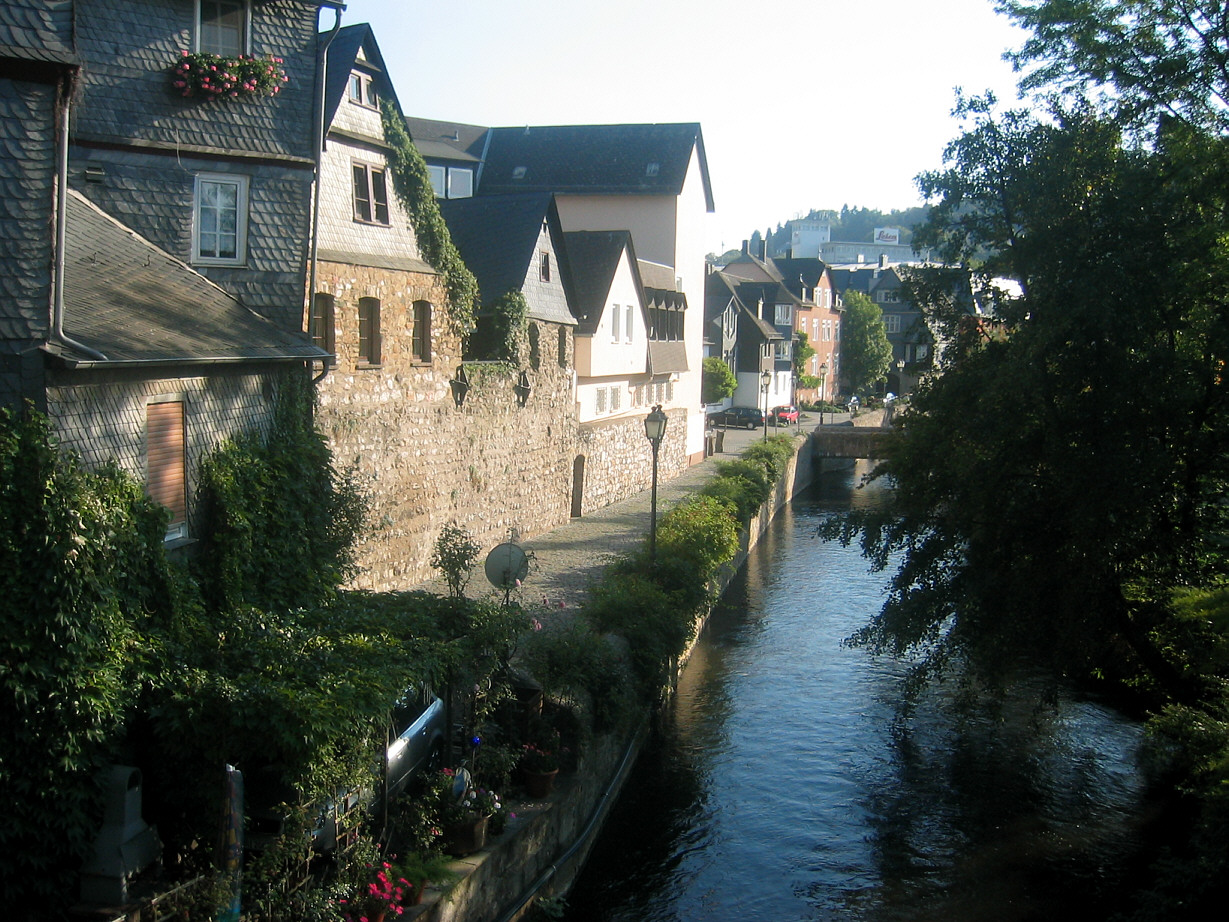
Maisons sur le Mühlgraben.

L'industrialisation a commencé après la transformation de la Lahn en voie d'eau navigable. Avec l'ouverture de deux lignes ferroviaires en 1862-1863 (Wetzlar-Coblence et Cologne-Gießen), qui se réunissent à Wetzlar, la ville était reliée aux marchés de matière première, devenant une ville industrielle. En 1869, 100 mines de minerai étaient en fonction dans le secteur municipal. Le haut-fourneau, construit par les frères Buderus, est entré en service en 1872. Ainsi, des compagnies de renommée mondiale en optique et mécanique de précision telles que Leitz (Leica), Hensoldt (Zeiss), Pfeiffer, Philips, Loh, Seibert, Hollmann, se sont établis. Pendant plus de cent ans, le minerai de fer (hématite) extrait dans la région de Lahn-Dill a été travaillé aux forges de Sophienhütte. En 1887, les mines de fer furent arrêtées (rouvertes seulement pendant la Première Guerre mondiale), parce que le minerai de provenance étrangère était moins cher. En 1926, l'extraction fut définitivement abandonnée.

### Wetzlar auXXesiècle
Avec l'industrialisation, les limites médiévales de la ville ont été franchies. En 1903 la commune de Niedergirmes a été rattachée, avec ses zones industrielles étendues et le voisinage de la gare. Vers la fin de la Première Guerre mondiale, la population s'élevait à plus de 15 000 habitants. En raison de problèmes croissants de circulation, une ceinture périphérique a été créé à l'ouest de la vieille ville (Altstadt), avec la construction d'un nouveau pont traversant la Lahn. À la Seconde Guerre mondiale, la ville, étant un haut-lieu industriel, a subi des bombardements lourds, qui ont détruit une grande partie des alentours et de Niedergirmes avec la gare. La vieille ville historique, cependant, a été épargnée des bombardements stratégiques. Après la guerre, Wetzlar se situait dans la zone d'occupation américaine. Au début des années 1950 la population avait doublé à 30 000 habitants, en raison de l'arrivée de réfugiés expulsés des territoires allemands à l'est. Le 1er janvier 1977, dans le cadre des réformes municipales de Hesse, Wetzlar a fusionné avec la ville voisine de Giessen et quatorze communautés périphériques pour former la ville de Lahn avec environ 156 000 habitants. Cette unification était très impopulaire, et après des protestations persistantes la ville Lahn a été dissoute le 31 juillet 1979, et Wetzlar est devenu à nouveau une ville indépendante. Les réformes municipales, cependant, valaient la peine pour Wetzlar, puisque la ville a gagné huit nouvelles communautés périphériques, agrandissant la commune et la population considérablement. En même temps, Wetzlar est devenu le chef-lieu du district Lahn-Dill-Kreis.

## Politique

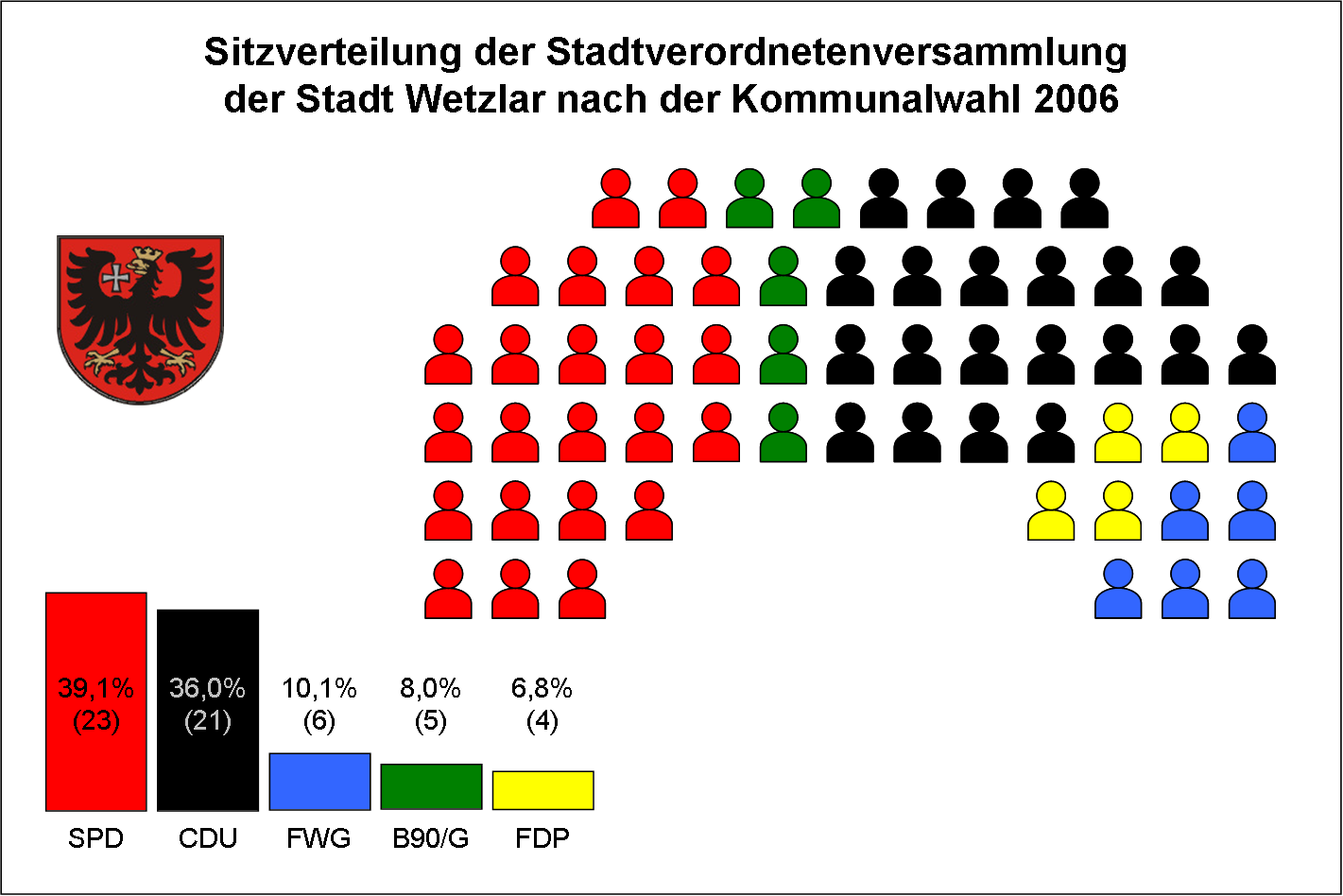
Répartition des sièges du conseil municipal

### Le conseil municipal (Stadtverordnetenversammlung)
Le conseil municipal est élu tous les six ans au suffrage universel direct. C’est un vote par liste pour élire les cinquante-neuf représentants qui siègeront tous les mois aux conseils municipaux. Lors des dernières élections, en 2006, une coalition regroupant le CDU, FWG et FDP a obtenu la majorité des sièges (vingt et une, six et quatre). La SPD avait quant à elle obtenu vingt et trois sièges, et les Verts cinq.

### Le maire (Oberbürgermeister)
L’Oberbürgermeister est le détenteur du pouvoir exécutif au niveau d'une commune et est élu directement par les citoyens. L’actuel Oberbürgermeister est Wolfram Dette (FPD).

### Héraldique
Blasonnement: Une aigle noire est montrée dans l'écusson rouge avec la couronne dorée. Devant la tête d'aigle tournée à gauche dans l'avis, une croix pattée argentée se trouve dans une hauteur de facture.
Importance: L'aigle noire sur une raison rouge avec la couronne dorée est pour l'urgence de royaume comme ancienne ville de royaume. Le croix pattée argentée est pour l'ancien droit monétaire de la ville de royaume. L'écusson est resté depuis le XIIe siècle presque sans changement.

## Transport

### Circulation routière
Routes européennes :
- Route européenne n°40 : Calais - Bruxelles - Wetzlar - Kiev
- Route européenne n°41 : Dortmund - Wetzlar - Stuttgart - Zurich
- Route européenne n°44 : Le Havre - Luxembourg - Wetzlar - Gießen

Autoroutes :
- Autoroute n°45 : Dortmund - Siegen - Wetzlar - Aschaffenbourg
- Autoroute n°480: Wetzlar - Gießen

Routes nationales:
- Route nationale n°49 : Trèves - Coblence - Wetzlar - Alsfeld
- Route nationale n°277 : Dillenburg - Herborn - Wetzlar - Butzbach
- Route nationale n°277a : Ceinture périphérique de l'ouest de Wetzlar

### Transport en commun
- Trains : lignes de Francfort-sur-le-Main, Cassel, Cologne, Coblence, Aix-la-Chapelle et Siegen.
- Gare de Wetzlar
- Autobus : Wetzlar a 16 lignes d'autobus, qui circulent sur tous les faubourgs de la ville.

## Économie et autres informations
Dans Wetzlar, plusieurs entreprises de niveau international actives ont leur siège principal. Entre autres Buderus, Leica et Minox. D'autres grandes entreprises internationales comme Siemens et Philips ont des emplacements dans Wetzlar. Wetzlar est un des centres les plus importants pour l'optique et la mécanique de précision en Allemagne.
Wetzlar a un grand centre commercial, le Forum Wetzlar, situé à la gare.

### Sports

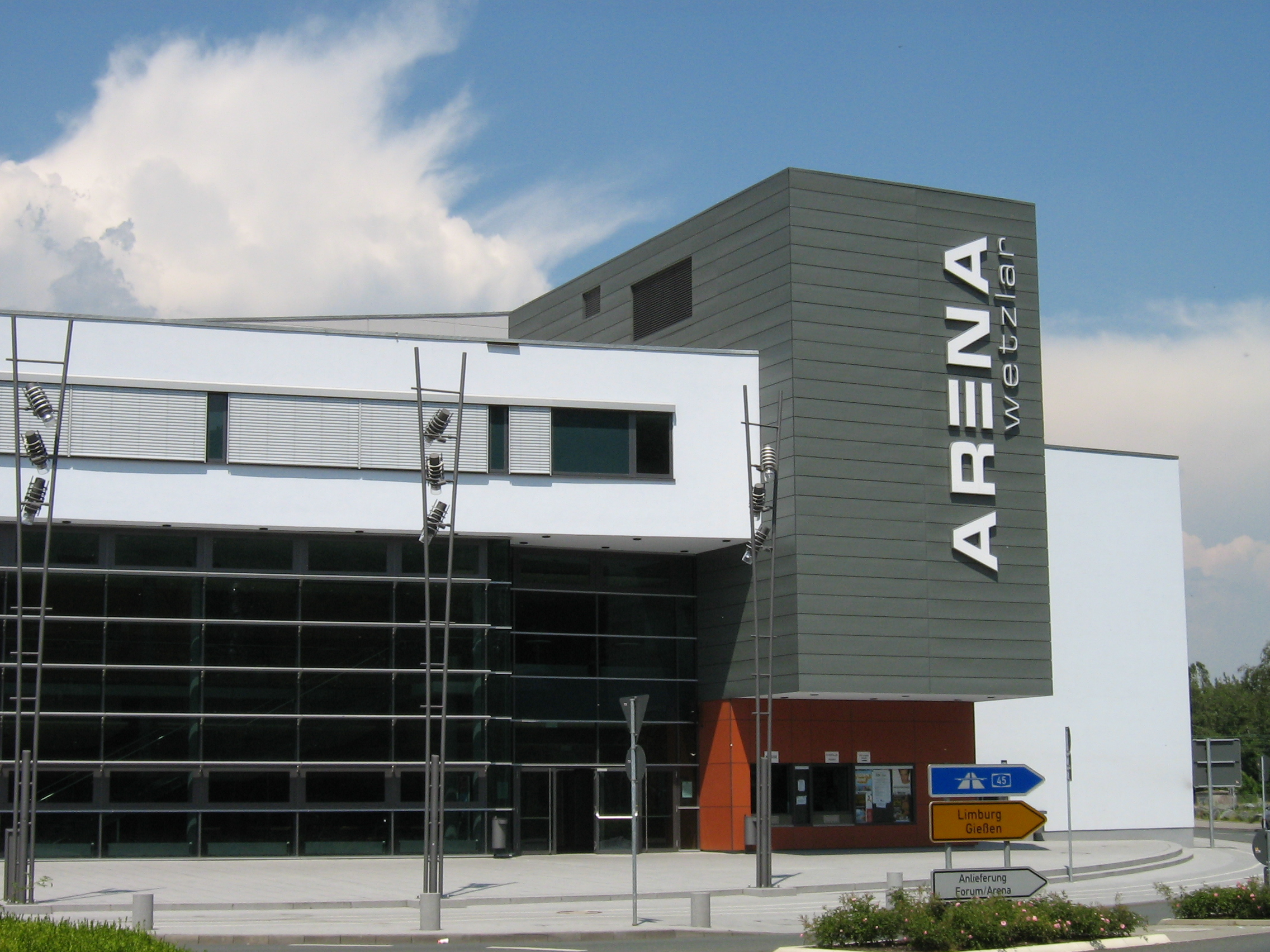
L'arena Wetzlar.

Wetzlar a deux équipes qui jouent dans la première division
- HSG Wetzlar - Handball
- RSV Lahn-Dill - Basket-ball en fauteuil roulant est une équipe qui joue dans la première division allemande et se trouve au sommet de l'handibasket européen
- Eintracht Wetzlar - Football

### Monuments
- L’Arena Wetzlar
- La cathédrale de Wetzlar
- Le pont Vieux de Lahn
- La Reichskammergericht (Chambre impériale)

### Universités
- Université technologique de Mittelhessen

## Jumelages
Wetzlar est jumelée avec les villes suivantes :
- Colchester (Royaume-Uni) ;
- Avignon (France) ;
- Neukölln (Allemagne) ;
- Sienne (Italie) ;
- Ilmenau (Allemagne) ;
- Schladming (Autriche) ;
- Písek (Tchéquie) ;
- Reith bei Kitzbühel (Autriche) ;
- District administratif ouest de Moscou (Russie).

## Personnes célèbres
- August Bebel, a vécu sa jeunesse à Wetzlar.
- Johannes Deiker, peintre, né à Wetzlar.
- Verena Dietrich (1940-2004), architecte allemande féministe née à Wetzlar.
- Johannes Geysius, mathématicien mort à Herborn, à l'origine de la notation exponentielle des puissances.
- Johann Wolfgang von Goethe, était stagiaire au tribunal de la chambre d’Empire (Reichskammergericht).
- Fabian Hambüchen, habite à Wetzlar.
- Philipp Joseph Hinner (de) (né à Wetzlar le 18 février 1755, décédé à Versailles le 3 avril 1784), compositeur, maître de harpe de Marie-Antoinette à Versailles et père de Laure de Berny.
- Lazare Hoche, est mort à Wetzlar.
- Carl Kellner, est mort à Wetzlar.
- Germaine Krull (1897-1985), photographe, est morte à Wetzlar.
- Nia Künzer, habite à Wetzlar.
- Ernst Leitz (1843-1920), entrepreneur allemand propriétaire de l'Optical Works Ernst Leitz à Wetzlar, devenue Leica.
- Ernst Leitz II (1871-1956), entrepreneur allemand propriétaire de Leica et instigateur du Train Leica de la liberté.
- Gisela May (1924-2016), actrice et chanteuse, y est née.
- Stefan Lorenz Sorgner (1973-), chercheur allemand, philosophe métahumaniste et une autorité dans le domaine de l'éthique des nouvelles technologies, y est né.
- Cenk Tosun, né à Wetzlar.
- Mathieu Édouard Werlé (né à Wetzlar le 30 octobre 1801, décédé à Reims le 6 juin 1884), homme d'affaires et homme politique français d'origine allemande.